# أولد فيلد (نيويورك)
أولد فيلد (بالإنجليزية: Old Field, New York) هي بلدة تقع في الولايات المتحدة في مقاطعة سوفولك، نيويورك. يقدر عدد سكانها بـ 918 نسمة ومساحتها 5.7 كم2 وترتفع عن سطح البحر 2 متر.